# Codonopsis
Codonopsis es un género de plantas con flores perteneciente a la familia Campanulaceae. Es semejante a Campanumoea y Leptocodon, y algunos autores sugieren que Codonopsis podría incluir estos géneros. Sin ellos, Codonopsis tiene 59 especies endémicas del este de Asia. Comprende 94 especies descritas y de estas, solo 59 aceptadas.
C. pilosula (党参; pinyin: dǎngshēn) es una importante hierba medicinal en la Medicina Tradicional China. C. lanceolata es usado en la cocina coreana.

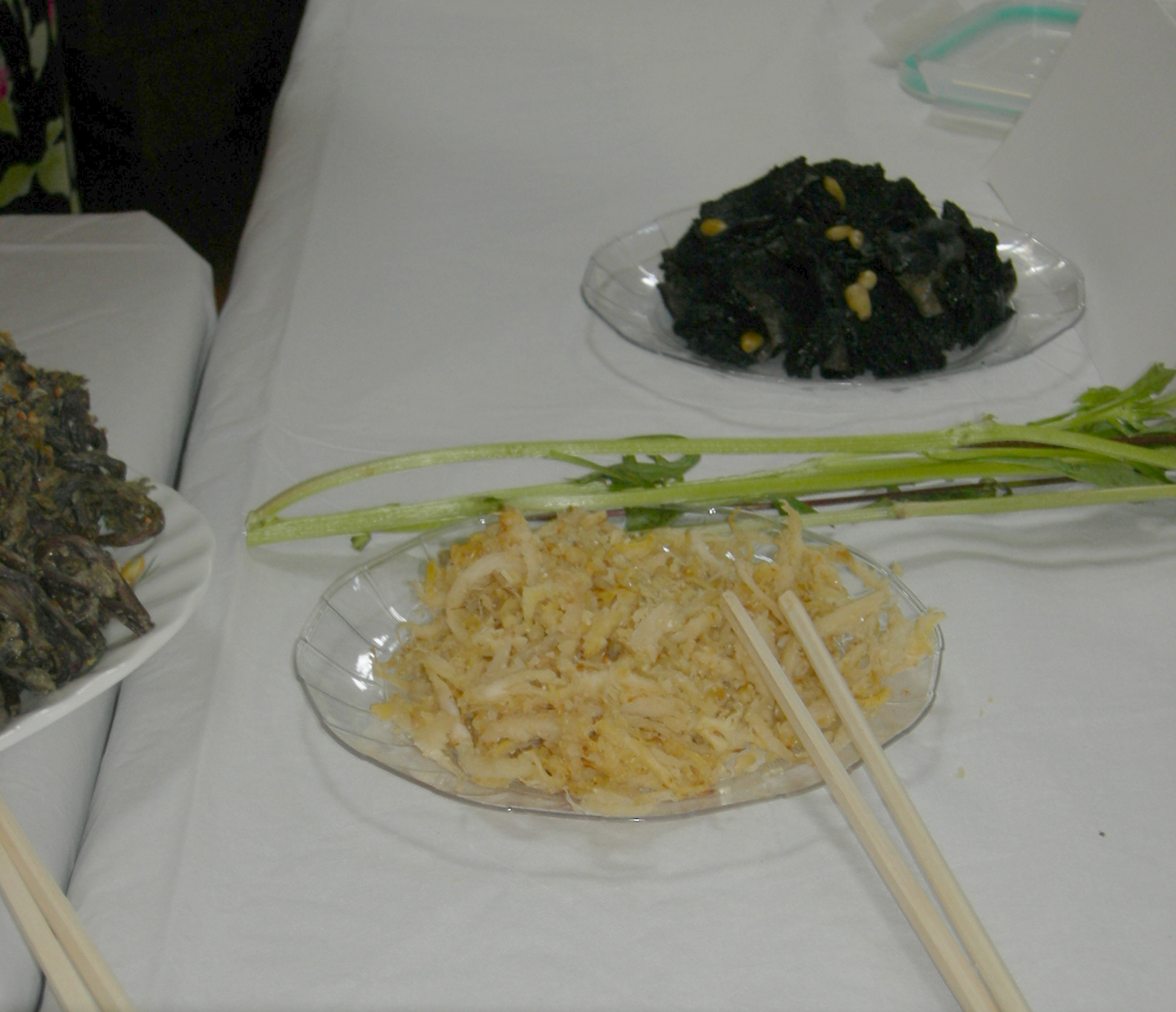
Deodeok muchim, ensalada coreana hecha con C. lanceolata.

## Taxonomía
El género fue descrito por Nathaniel Wallich y publicado en Flora Indica; or descriptions of Indian Plants 2: 103. 1824. La especie tipo es: Codonopsis viridis Wallich. 

## Especies
- Codonopsis affinis - (en chino, 大叶党参)
- Codonopsis alpina - (高山党参)
- Codonopsis argentea - (银背叶党参)
- Codonopsis benthamii
- Codonopsis bhutanica
- Codonopsis bicolor - (二色党参)
- Codonopsis bulleyana - (管钟党参)
- Codonopsis canescens - (灰毛党参)
- Codonopsis cardiophylla - (光叶党参)
- Codonopsis chimiliensis - (滇湎党参)
- Codonopsis chlorocodon - (绿钟党参)
- Codonopsis clematidea - (新疆党参)
- Codonopsis convolvulacea - (鸡蛋参)
  - Codonopsis convolvulacea var. efilamentosa - (心叶珠子参)
  - Codonopsis convolvulacea var. forrestii - (珠子参)
  - Codonopsis convolvulacea var. hirsuta - (毛叶鸡蛋参)
  - Codonopsis convolvulacea var. limprichtii - (直立鸡蛋参)
  - Codonopsis convolvulacea var. pinifolia - (松叶鸡蛋参)
  - Codonopsis convolvulacea var. vinciflora - (薄叶鸡蛋参)
- Codonopsis cordifolioidea - (心叶党参)
- Codonopsis deltoidea - (三角叶党参)
- Codonopsis dicentrifolia - (珠峰党参)
- Codonopsis farreri - (秃叶党参)
- Codonopsis foetens - (臭党参)
- Codonopsis forrestii
- Codonopsis gombalana - (贡山党参)
- Codonopsis gracilis
- Codonopsis grey-wilsonii
- Codonopsis henryi - (川鄂党参)
- Codonopsis javanica
- Codonopsis kawakamii - (台湾党参)
- Codonopsis lanceolata - (羊乳)
- Codonopsis lancifolia
- Codonopsis levicalyx - (光萼党参)
  - Codonopsis levicalyx var. hirsuticalyx - (线党参)
- Codonopsis longifolia - (长叶党参)
- Codonopsis macrocalyx - (大萼党参)
- Codonopsis meleagris - (珠鸡斑党参)
- Codonopsis micrantha - (小花党参)
- Codonopsis mollis
- Codonopsis nepalensis
- Codonopsis nervosa - (脉花党参)
- Codonopsis nervosa var. macrantha - (大花党参)
- Codonopsis obtusa
- Codonopsis ovata
- Codonopsis pilosula - (党参)
  - Codonopsis pilosula - var. handeliana (闪毛党参)
  - Codonopsis pilosula var. modesta - (素花党参)
  - Codonopsis pilosula var. volubilis - (缠绕党参)
- Codonopsis pinifolia
- Codonopsis purpurea - (紫花党参)
- Codonopsis rosulata - (莲座状党参)
- Codonopsis rotundifolia
- Codonopsis subglobosa - (球花党参)
- Codonopsis subscaposa - (抽葶党参)
- Codonopsis subsimplex - (藏南党参)
- Codonopsis tangshen - (川党参)
- Codonopsis thalictrifolia - (唐松草党参)
  - Codonopsis thalictrifolia var. mollis - (长花党参)
- Codonopsis tsinglingensis - (秦岭党参)
- Codonopsis tubulosa - (管花党参)
- Codonopsis ussuriensis - (雀斑党参)
- Codonopsis vinciflora
- Codonopsis viridiflora - (绿花党参)
- Codonopsis viridis
- Codonopsis volubilis
- Codonopsis xizangensis - (西藏党参)